# Château de Castro
Le château de Castro, est un château médiéval situé dans la commune de Castro, province de Lecce dans les Pouilles,.

## Historique
La partie la plus ancienne de l'actuel château de la Couronne d'Aragon remonte, selon toute vraisemblance, aux XIIe et XIIIe siècles et a été construite sur les vestiges de la forteresse byzantine. Dans la seconde moitié du XIIIe siècle, Charles Ier d'Anjou la définit comme une forteresse d'importance stratégique pour la défense du royaume. Le château, compté avec les forteresses d'Ostuni, Tarente, Ugento et Torremaggiore, est considéré comme d'importance nationale et parmi les plus fonctionnels, combinant défenses naturelles et architecture militaire. En 1480, à la suite du sac d'Otrante, la ville fut envahie par les Turcs et le château fut partiellement détruit.
Au XVIe siècle, ce fut la famille Gattinara, seigneurs féodaux du lieu à l'époque, qui entreprit la reconstruction de la forteresse sur les ruines de l'ancienne, en créant une nouvelle structure défensive de plan quadrilatéral, avec quatre bastions et un remblai. De nouveaux dommages répétés ont ensuite obligé le vice-roi espagnol Pierre Alvarez de Tolède à renforcer davantage la structure. L'architecte siennois Tiburzio Spannocchi a conçu la rénovation complète de la structure défensive, avec la construction du bastion pour protéger la Porta Terra, de l'imposante tour sud, appelée Torre Catalano, et d'une muraille fortifiée caractéristique au plan hexagonal allongé, équipée de boulevards et de courtines aux points stratégiques. Au cours du XVIIIe siècle, le bâtiment tomba en ruine, à tel point, qu'en 1780, il fut décrit comme en ruine et à moitié démoli par Del Duca, évêque de la ville. Il adresse une pétition sincère et insistante au roi Ferdinand IV afin que le château, qui a accompagné l'histoire de la ville au fil des années, soit restauré aux frais du Trésor public. Les arguments du prélat étaient si convaincants et riches en informations qu'ils parvinrent à convaincre le roi. Les dernières interventions réalisées sur le château remontent à cette époque. Actuellement, après en avoir acquis la propriété, la municipalité de Castro a réalisé diverses interventions de restauration visant à rendre la propriété à un usage collectif.

## Description

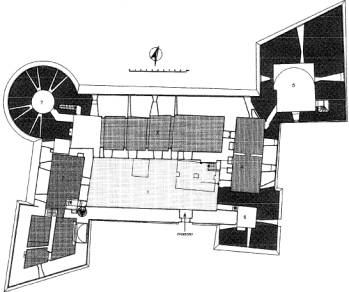
Plan de l'édifice.

Le château, de plan rectangulaire avec quatre tours d'angle de formes et de dimensions variées, est composé d'une entrée protégée par des douves et d'un pont-levis, aujourd'hui supprimés. En entrant, on trouve une cour autrefois destinée au stockage des produits agricoles qui étaient commercialisés, et un grand escalier, aujourd'hui disparu, lequel donnait accès aux étages supérieurs. Les portes des chambres du rez-de-chaussée donnent également sur la cour. La pièce ouest donne sur la mer et dispose d'un accès extérieur qui mène aux potagers en contrebas.
La structure, entièrement restaurée ces dernières années, dispose d'une salle de conférence moderne et fonctionnelle et abrite, dans les salles et dans la tour d'angle est, le Musée civique Antonio Lazzari avec l'exposition archéologique permanente Castrum Minervae : entre Grecs et Messapiens, qui permet d'admirer les découvertes nombreuses et variées issues des récentes campagnes de fouilles réalisées dans la zone du centre historique. Le centre historique conserve également son tracé médiéval avec des rues très étroites et des maisons à cour.

## Galerie

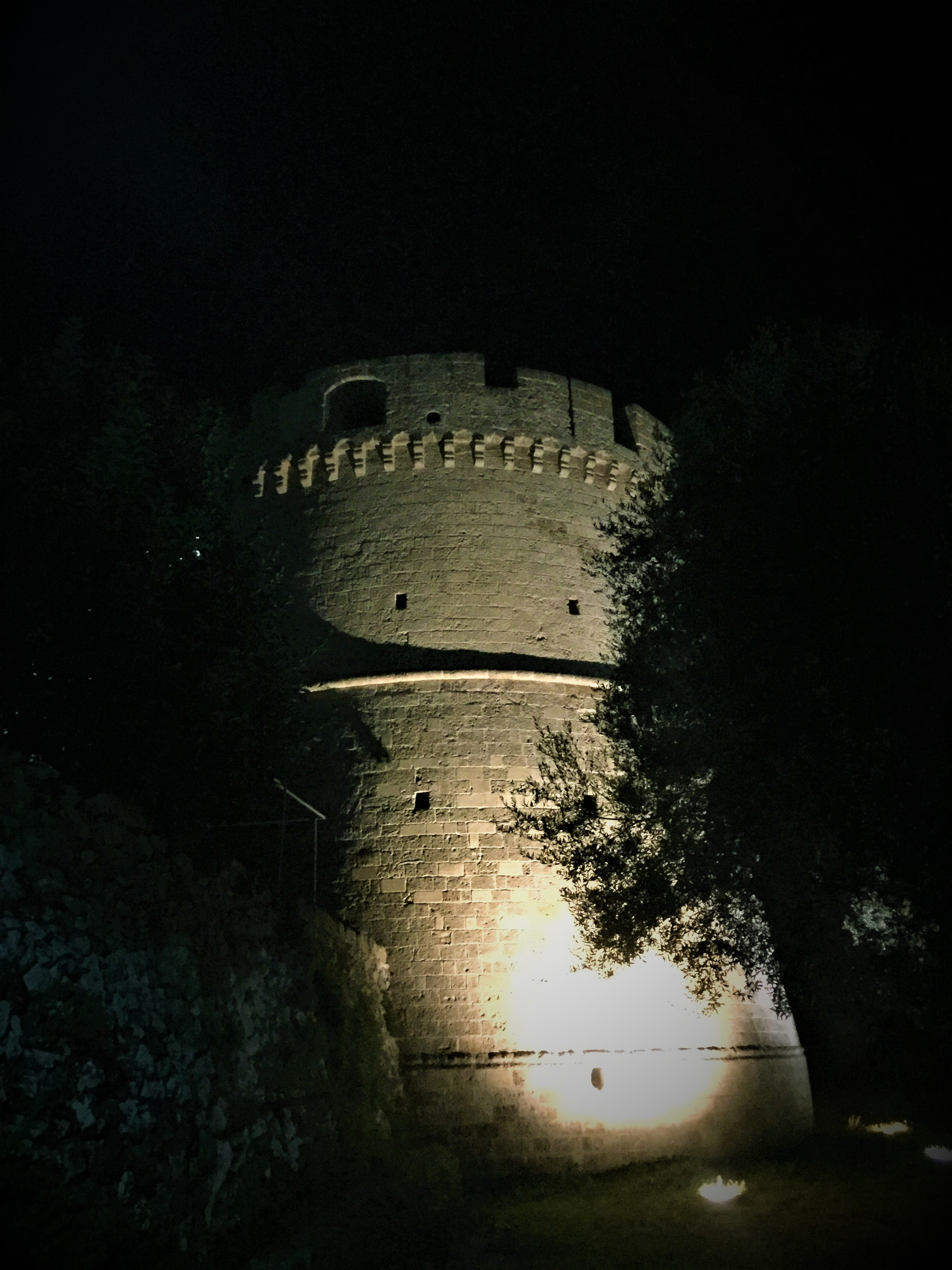
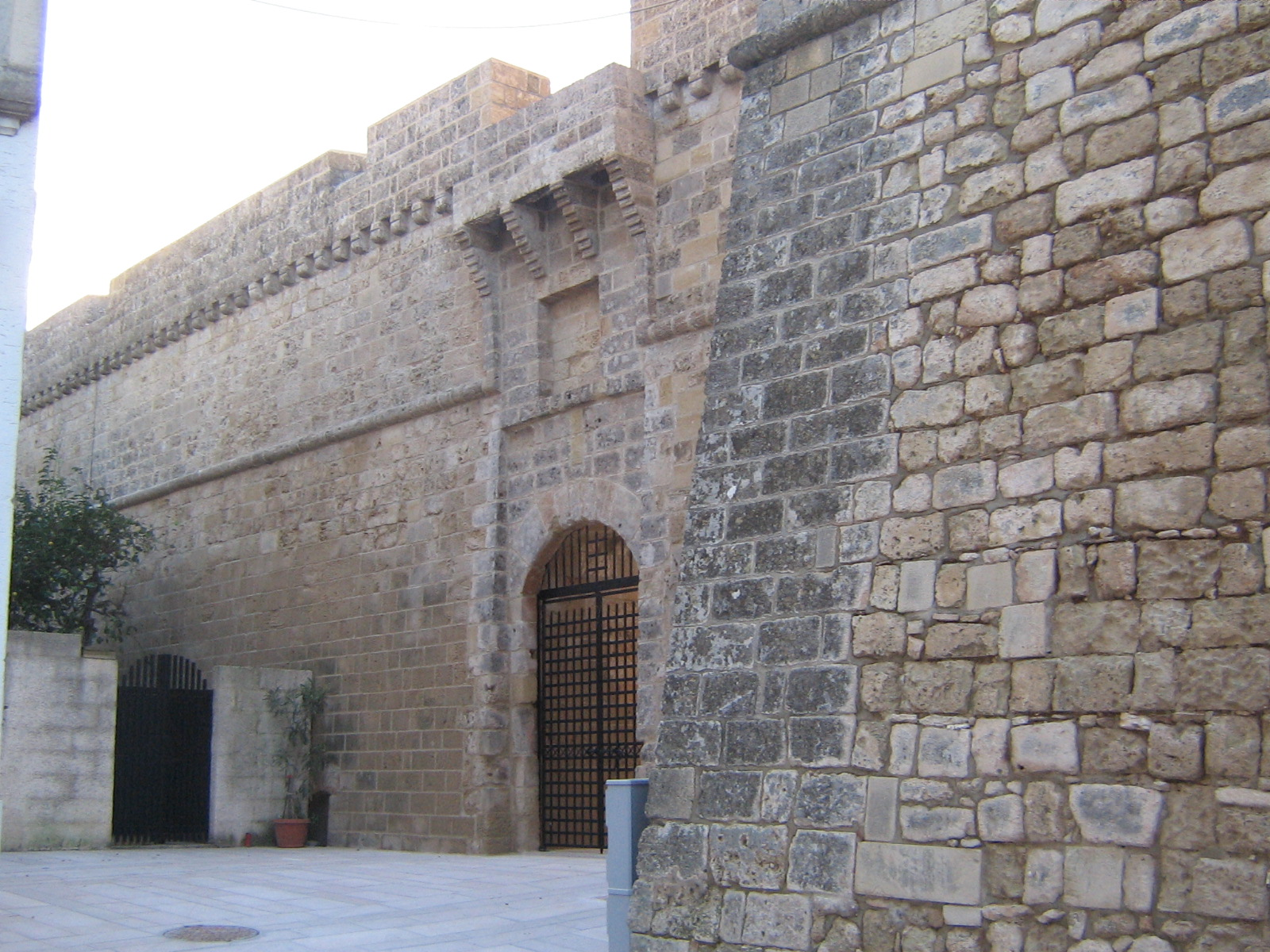